# تبريد دوبلر
| 1   | الذرة الثابتة لا تلتقط الليزر أحمرًا ولا أزرقًا ولا تمتص الفوتون.                                      |
| 2   | الذرة التي تبتعد عن الليزر تلتقط لون الحمراء ولا تمتص الفوتون.                                       |
| 3.1 | الذرة التي تتحرك باتجاه الليزر تراه أزرق اللون فتمتص الفوتون، مما يؤدي إلى إبطاء الذرة.              |
| 3.2 | يثير الفوتون الذرة وينقل الإلكترون إلى مستوى أعلى.                                                   |
| 3.3 | تعيد الذرة بعث الفوتون، ولأن اتجاهها عشوائي فلا يوجد تغيير في كمية التحرك momentum للعديد من الذرات. |

مبدأ مبسط للتبريد بالليزر دوبلر:

تبريد دوبلر،  آلية يمكن استخدامها لحجز وتبطيء الذرات لتبرّد مادةً ما. يستخدم المصطلح أيضًا للإشارة إلى التبريد بالليزر، مع أن التبريد بالليزر يشمل أيضًا تقنيات أخرى.

## لمحة تاريخية
اقترحت مجموعتان في نفس الوقت تبريد دوبلر عام 1975، أولاهما ديفيد ج. واينلاند مع هانس جورج ديميلت والأخرى ثيودور دبليو. هينش مع آرثر ليونارد شولو. أول من عرض التقنية كان واينلاند، ودرولينغر، وولز عام 1978 وتبعهما بفترة قصيرة نيوهاوزر،  وهوهينستات، وتوشيك، وديميلت. من الأشكال بسيطة المفهوم لتبريد دوبلر ذلك المدعو «الدبس البصري»، وسبب التسمية مشابهة القوة البصرية الانتشارية للجر اللزج الذي يخضع له جسم يتحرك في الدبس. مُنح كل من ستيفن تشو، وكلود كوهين-تانودجي، وويليام د. فيليبس جائزة نوبل في الفيزياء عام 1997 لعملهم في التبريد الليزري واحتجاز الذرات.

## شرح مبسط
يتضمن تبريد دوبلر ضوءًا ذا تردد مضبوط ليكون أقل بقليل من التردد الكافي للانتقال المداري الإلكتروني في ذرة. وبسبب أن الضوء مضبوط ليقترب من «الأحمر» (عند تردد أقل) الذي يحتاجه الانتقال؛ تمتص الذرات فوتونات أكثب إذا تحركت باتجاه مصدر الضوء، بسبب ظاهرة تأثير دوبلر.
لنأخذ أبسط حالة حركة وحيدة البعد على محور السينات. ليكن الفوتون منتقلًا بالاتجاه الموجب لمحور السينات والذرة منتقلةً بالاتجاه السالب لمحور السينات. عند كل حادثة امتصاص، تخسر الذرة كمية حركة تساوي كمية حركة الفوتون. الذرة، التي أصبحت في الحالة المحرَّضة، تبعث فوتونًا بشكل عفوي ولكن عشوائي بالاتجاه السالب أو الموجب لمحور السينات. ترجع كمية الحركة إلى الذرة. إذا كان الفوتون مبعوثًا بالاتجاه الموجب لمحور السينات فليس هناك تغيير، ولكن إذا بُعث الفوتون بالاتجاه السالب لمحور السينات تتحرك الذرة بشكل أبطأ بالاتجاه الموجب أو الاتجاه السالب لمحور السينات.
النتيجة الصافية لعملية الامتصاص والانبعاث هي تخفيض سرعة الذرة، بشرط أن تكون سرعتها الابتدائية أعلى من سرعة ارتداد انتشار فوتون واحد. عند تكرار الامتصاص والانبعاث لعدة مرات، تنخفض السرعة الوسطية، وبالتالي تنخفض معها الطاقة الحركية للذرة. بما أن درجة حرارة مجموعة الذرات هي مقياس الطاقة الحركية الداخلية العشوائية؛ فهذا يكافئ تبريد الذرات.
حد تبريد دوبلر هو درجة الحرارة الأدنى التي يمكن الوصول لها عن طريق تبريد دوبلر.

## شرح مفصل
لا تتأثر الأغلبية الساحقة من الفوتونات التي تقترب إلى أي حد من ذرة محددة تقريبًا على الإطلاق بتلك الذرة. تكاد تكون الذرة شفافة لمعظم ترددات (ألوان) الفوتونات.
يحدث أن «ترن» بضع فوتونات مع الذرة، في حفنة من النطاقات الضيقة جدًّا للترددات (لون وحيد طول الموجة وليس مزيجًا كالضوء الأبيض). عندما يقترب أحد هذه الفوتونات من الذرة، تمتص الذرة عادةً ذلك الفوتون (طيف الامتصاص) لفترة زمنية قصيرة، ثم تطلق فوتونًا مطابقًا (طيف الانبعاث) باتجاه ما عشوائي غير متوقع. (توجد أنواع أخرى من التفاعلات بين الذرات والفوتونات، ولكنها خارجة عن موضوع هذا المقال).
الفكرة الشائعة بأن الليزر يزيد الطاقة الحرارية للمادة لا تتحقق عند دراسة ذرات مفردة. إذا كانت الذرة المدروسة ساكنةً بشكل خاص (ذرة «باردة»)، وكان تردد الليزر المركز عليها قابلًا للضبط، فإن معظم الترددات لا تؤثر عليها: أي أنها تكون شفافة عند هذه الترددات. هناك فقط بضع نقاط من التردد الكهرطيسي لديها أي أثر على تلك الذرة. عند تلك الترددات، يمكن للذرة امتصاص فوتون من الليزر، أثناء الانتقال إلى حالة إلكترونية محرضة، والتقاط كمية حركة ذلك الفوتون. بما أن الذرة أصبحت تمتلك كمية حركة الفوتون؛ على الذرة بدء الجنوح باتجاه انتقال الفوتون. بعد فترة وجيزة، تصدر الذرة بشكل عفوي فوتونًا باتجاه عشوائي، مع ارتياحها بالانتقال إلى حالة إلكترونية أدنى. إذا أُطلق ذلك الفوتون باتجاه الفوتون الأصلي، ستتخلى الذرة عن كمية حركتها لصالح الفوتون وتصبح ساكنةً من جديد. إذا أُطلق الفوتون بالاتجاه المعاكس، سيكون على الذرة توفير كمية حركة في ذلك الاتجاه المعاكس، ما يعني أن الذرة ستلتقط كمية حركة أكبر باتجاه الفوتون الأصلي (حسب مبدأ حفظ كمية الحركة)، بضعفي سرعتها الأصلية. ولكن الفوتون عادةً يسرع مبتعدًا باتجاه ما آخر، معطيًا الذرة بعض الدفع الجانبي بالحد الأدنى.
من الطرق الأخرى لتغيير الترددات تغيير تموضع الليزر. يمكن فعل ذلك مثلًا عن طريق استخدام ليزر وحيد طول الموجة (وحيد اللون) له تردد أقل بقليل من أحد ترددات «الرنين» لهذه الذرة (تردد لا يؤثر على حالة الذرة). إذا تموضع الليزر بحيث يتحرك تجاه الذرات المراقبة، فإن مفعول دوبلر سيزيد تواتره. عند سرعة واحدة محددة، يكون التردد صحيحًا بالضبط للذرات المذكورة كي تبدأ بامتصاص الفوتونات.
يحدث شيء مشابه جدًّا في أجهزة التبريد بالليزر، إلا أن هذه الأجهزة تبدأ بسحابة دافئة من الذرات تتحرك في اتجاهات متعددة بسرعة متغيرة. الفوتونات من أي ليزر واحد تمر مخترقةً معظم الذرات منطلقةً بتواتر ليزر أقل بكثير من تواتر الرنين. ولكن الذرات التي تتحرك بسرعة باتجاه ليزر محدد تلتقط الفوتونات لذلك الليزر، مبطئةً تلك الذرات حتى تعود شفافةً. (أما الذرات التي تتحرك بسرعة بعيدًا عن ذلك الليزر تكون شفافةُ لفوتونات ذلك الليزر، لكنها تكون متحركة بسرعة باتجاه الليزر المقابل له مباشرةً). يمكن ملاحظة هذا الاستخدام لسرعة محددة من أجل تحريض الامتصاص أيضًا في مطيافية موسباور.
على منحنى سرعات الذرات (الذرات التي تتحرك بسرعة إلى اليمين توافق نقاطًا ثابتة على أقصى اليمين، والذرات التي تتحرك بسرعة إلى اليسار توافق نقاطًا ثابتة على أقصى اليسار)، هناك حزمة ضيقة على الحافة اليسرى توافق السرعة التي تبدأ عندها الذرات بامتصاص الفوتونات من الليزر اليساري. الذرات في تلك الحزمة هي الوحيدة التي تتفاعل مع الليزر اليساري. عندما يصطدم فوتون من الليزر اليساري بواحدة من تلك الذرات، يتباطأ فجأةً بمقدار يتوافق مع كمية حركة ذلك الفوتون (يعاد رسم النقطة على مسافة «كمومية» ما أبعد باتجاه اليمين). إذا أطلقت الذرة الفوتون مباشرةً إلى اليمين، يعاد رسم النقطة على نفس تلك المسافة ولكن إلى اليسار، ما يجعلها تعود إلى النطاق الضيق للتفاعل من جديد. ولكن عادةً تطلق الذرة الفوتون باتجاه ما آخر عشوائي، ويعاد رسم النقطة على تلك المسافة بالاتجاه المعاكس.
يبنى الجهاز من هذا النوع مجهزًا بالعديد من أجهزة الليزر، حسب الخطوط الحدية العديدة التي تحيط تلك السحابة من النقط.
مع زيادة تواتر الليزر، تتقلص الحدود، دافعةً كل النقاط على ذلك المنحنى باتجاه انعدام السرعة، وهذا التعريف المصطلح عليه لكلمة «بارد».